# 曽呂利物語
『曽呂利物語』（そろりものがたり）は江戸時代に編まれた仮名草子。寛文3年（1663年）刊行、全5巻。妖怪などの登場するはなしを集めた奇談集である。

## 概要
編者は不明。おとぎばなしの名手として当時知られていた安土桃山時代の人物・曽呂利新左衛門（そろり しんざえもん）の名を題名に借用しており、『曽呂利狂歌咄』などを意識したものと見られる。古くから『曽呂利物語』の名で広く知られるがこれは内題で、外題簽には『曽呂利快談話』とある（巻第一の「はしがき」には『曽呂里はなし』（そろりはなし）ともあって一定はしていない）。ひろく普及した後刷り本には『曽呂利諸国話』という題が付けられている。

## 影響
『諸国百物語』（1677年）は本書と似た主題の本であるが、その内容には本書を典拠としたと見られる同一素材のものが20話以上ある。『諸国百物語』が巻頭の第一話としてあつかっている話も、本書の第一巻第一話と同じもの（剛胆をほこる板垣三郎が妖怪たちによって命をとられる話）で、その影響は大きい。